# Benin ved sommer-OL 2016
Benin deltog ved Sommer-OL 2016 i Rio de Janeiro som blev arrangeret i perioden 5. august til 21. august 2016.

## Medaljer
| 2016 Rio de Janeiro | Guld | Sølv | Bronze | Total |
| Benin               | 0    | 0    | 0      | 0     |

## Svømning

### Resultater
| Dato             | Disciplin | H/D    | Udøver         | Indledende heat | Indledende heat | Semifinale          | Semifinale          | Finale              | Finale              |
| Dato             | Disciplin | H/D    | Udøver         | Tid             | Placering       | Tid                 | Placering           | Tid                 | Placering           |
| ---------------- | --------- | ------ | -------------- | --------------- | --------------- | ------------------- | ------------------- | ------------------- | ------------------- |
| 12. – 13. august | 50 m fri  | Damer  | Laraïba Seibou | 33,01           | 77              | ude af konkurrencen | ude af konkurrencen | ude af konkurrencen | ude af konkurrencen |
| 11. – 12. august | 50 m fri  | Herrer | Jules Bessan   | 27,32           | 77              | ude af konkurrencen | ude af konkurrencen | ude af konkurrencen | ude af konkurrencen |